# Verruca stroemia
Verruca stroemia är en kräftdjursart som beskrevs av Otto Friedrich Müller 1776. Verruca stroemia ingår i släktet Verruca och familjen Verrucidae. Arten är reproducerande i Sverige. Inga underarter finns listade i Catalogue of Life.

## Bildgalleri

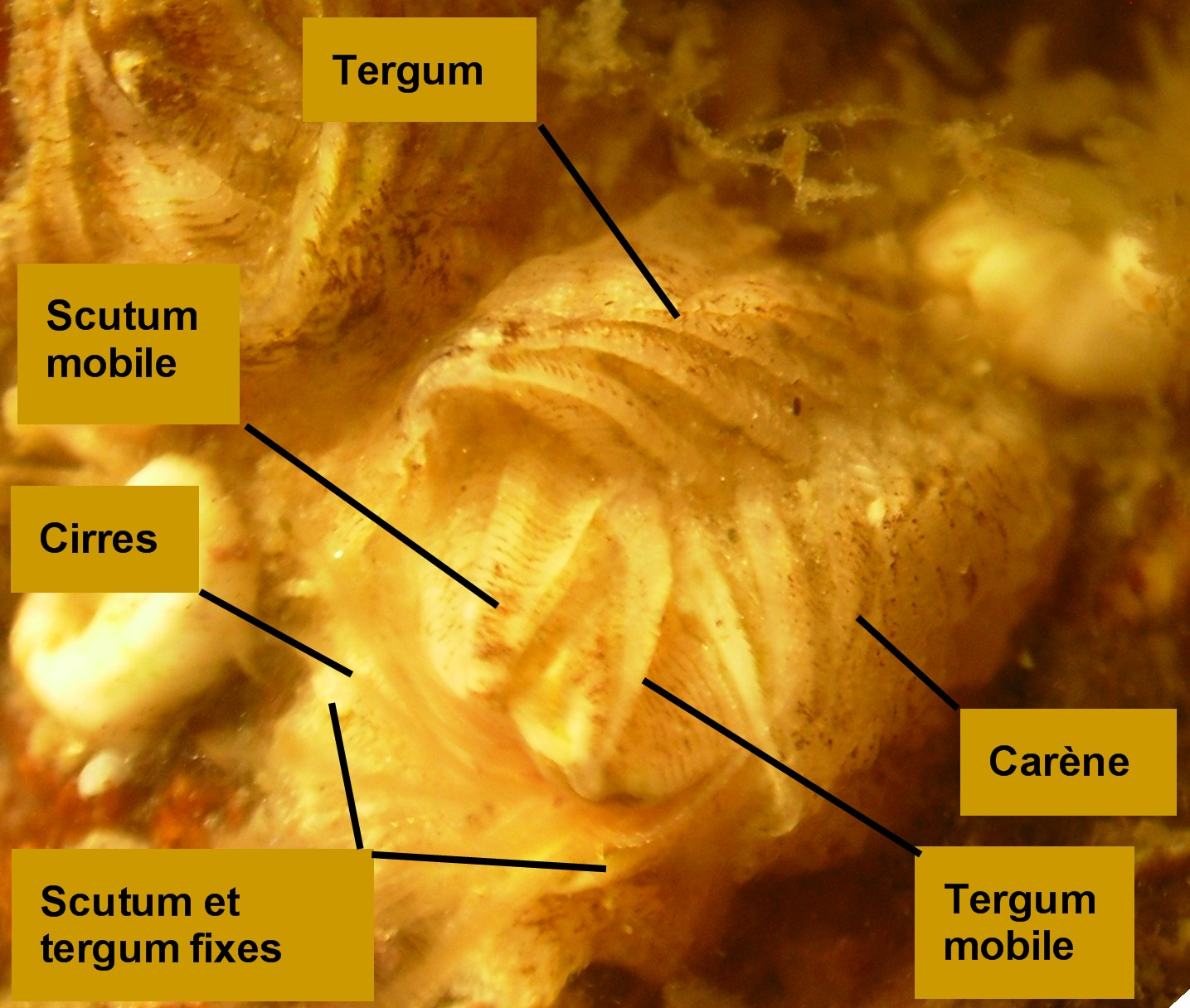
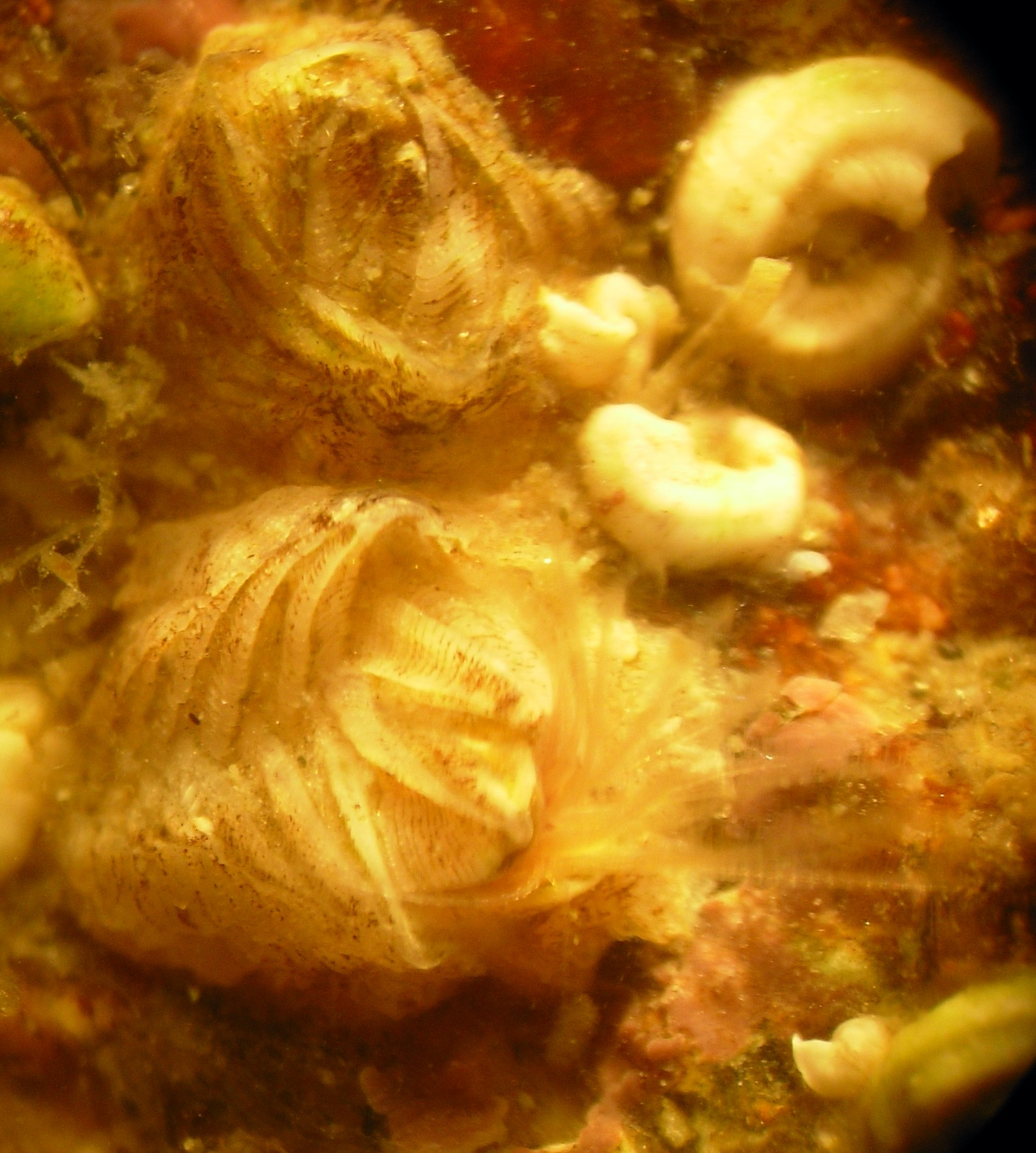